# Ze'ev Haimovich
Ze'ev Haimovich (in ebraico זאב חיימוביץ‎?; Natanya, 7 aprile 1983) è un ex calciatore israeliano, di ruolo difensore.